# 2020-as olaszországi alkotmány-népszavazás
A 2020-as olaszországi alkotmányos népszavazást 2020. szeptember 20-án és 21-én tartották Olaszországban. Ez volt az Olasz Köztársaság történelmének negyedik alkotmányos népszavazása.
A választók arról szavazhattak a népszavazáson, hogy elfogadják-e az új alkotmányt, amely szerint az olasz parlamenti mandátumokat 630-ról 400-ra csökkenjen, a szenátusi mandátumok száma pedig 315-ről 200-ra csökkenjen.